# Laguna Beach (Kalifornia)
Laguna Beach város az USA Kalifornia államában, Orange megyében. Lakosainak száma 23 032 fő (2020. április 1.).

## Népesség
A település népességének változása:
| Lakosok száma | 1981 | 23 727 | 22 723 | 23 032 |
|               | 1930 | 2000   | 2010   | 2020   |